# الطواف النسائي للاتحاد الدولي لكرة المضرب – 2018 (يناير–مارس)
الطواف النسائي للاتحاد الدولي لكرة المضرب هي نسخة عام 2018 من الجولة الثانية في لعبة كرة المضرب للمحترفات. تنظمها الاتحاد الدولي لكرة المضرب وهي درجة أقل من جولة رابطة محترفات التنس. يتضمن الطواف العالمي لكرة المضرب النسائية برعاية الاتحاد الدولي لكرة المضرب بطولات بجوائز مالية تتراوح من $15،000 إلى $100،000.

## المواسم
| مواسم الطواف العالمي لكرة المضرب النسائية برعاية الاتحاد الدولي لكرة المضرب | مواسم الطواف العالمي لكرة المضرب النسائية برعاية الاتحاد الدولي لكرة المضرب | مواسم الطواف العالمي لكرة المضرب النسائية برعاية الاتحاد الدولي لكرة المضرب | مواسم الطواف العالمي لكرة المضرب النسائية برعاية الاتحاد الدولي لكرة المضرب | مواسم الطواف العالمي لكرة المضرب النسائية برعاية الاتحاد الدولي لكرة المضرب | مواسم الطواف العالمي لكرة المضرب النسائية برعاية الاتحاد الدولي لكرة المضرب | مواسم الطواف العالمي لكرة المضرب النسائية برعاية الاتحاد الدولي لكرة المضرب | مواسم الطواف العالمي لكرة المضرب النسائية برعاية الاتحاد الدولي لكرة المضرب | مواسم الطواف العالمي لكرة المضرب النسائية برعاية الاتحاد الدولي لكرة المضرب | مواسم الطواف العالمي لكرة المضرب النسائية برعاية الاتحاد الدولي لكرة المضرب |
| تسعينيات القرن العشرين                                                      | تسعينيات القرن العشرين                                                      | تسعينيات القرن العشرين                                                      | تسعينيات القرن العشرين                                                      | تسعينيات القرن العشرين                                                      | تسعينيات القرن العشرين                                                      | تسعينيات القرن العشرين                                                      | تسعينيات القرن العشرين                                                      | تسعينيات القرن العشرين                                                      | تسعينيات القرن العشرين                                                      |
| --------------------------------------------------------------------------- | --------------------------------------------------------------------------- | --------------------------------------------------------------------------- | --------------------------------------------------------------------------- | --------------------------------------------------------------------------- | --------------------------------------------------------------------------- | --------------------------------------------------------------------------- | --------------------------------------------------------------------------- | --------------------------------------------------------------------------- | --------------------------------------------------------------------------- |
| 1994                                                                        | 1995                                                                        | 1995                                                                        | 1996                                                                        | 1997                                                                        | 1998                                                                        | 1999                                                                        |                                                                             |                                                                             |                                                                             |
| العقد الأول من القرن 21                                                     |                                                                             |                                                                             |                                                                             |                                                                             |                                                                             |                                                                             |                                                                             |                                                                             |                                                                             |
| 2000                                                                        | 2001                                                                        | 2002                                                                        | 2003                                                                        | 2004                                                                        | 2005                                                                        | 2006                                                                        | 2007                                                                        | 2008 الربع الأول · الربع الثاني · الربع الثالث                              | 2009                                                                        |
| العقد الثاني من القرن 21                                                    |                                                                             |                                                                             |                                                                             |                                                                             |                                                                             |                                                                             |                                                                             |                                                                             |                                                                             |
| 2010 الربع الأول · الربع الثاني · الربع الثالث · الربع الرابع               | 2011 الربع الأول · الربع الثاني · الربع الثالث · الربع الرابع               | 2012 الربع الأول · الربع الثاني · الربع الثالث · الربع الرابع               | 2013 الربع الأول · الربع الثاني · الربع الثالث · الربع الرابع               | 2014 الربع الأول · الربع الثاني · الربع الثالث · الربع الرابع               | 2015 الربع الأول · الربع الثاني · الربع الثالث · الربع الرابع               | 2016 الربع الأول · الربع الثاني · الربع الثالث · الربع الرابع               | 2017 الربع الأول · الربع الثاني · الربع الثالث · الربع الرابع               | 2018 الربع الأول · الربع الثاني · الربع الثالث · الربع الرابع               | 2019 الربع الأول · الربع الثاني · الربع الثالث · الربع الرابع               |
| العقد الثالث من القرن 21                                                    |                                                                             |                                                                             |                                                                             |                                                                             |                                                                             |                                                                             |                                                                             |                                                                             |                                                                             |
| 2020 الربع الأول · الربع الثاني · الربع الثالث · الربع الرابع               | 2021 الربع الأول · الربع الثاني · الربع الثالث · الربع الرابع               | 2022 الربع الأول · الربع الثاني · الربع الثالث · الربع الرابع               | 2023 الربع الأول · الربع الثاني · الربع الثالث · الربع الرابع               | 2024 الربع الأول · الربع الثاني · الربع الثالث · الربع الرابع               | 2025 الربع الأول · الربع الثاني · الربع الثالث · الربع الرابع               |                                                                             |                                                                             |                                                                             |                                                                             |

## المفتاح
| الفئات      |
| بطولات W100 |
| بطولات W80  |
| بطولات W60  |
| بطولات W25  |
| بطولات W15  |

### يناير
| الأسبوع  | البطولة | الفائزات                                                        | الوصيفات                              | المتأهلات لنصف النهائي                | المتأهلات لربع النهائي                                                  |
| -------- | --- | --------------------------------------------------------------- | ------------------------------------- | ------------------------------------- | ----------------------------------------------------------------------- |
| 1 يناير  | سيتي اوف بلايفورد تنس انترناشيونال بلايفورد، أستراليا ملعب صلب $25،000 قرعة المباريات الفردية والزوجية        | زوي هيفز 6–4، 5–7، 7–6(7–4)                                     | الكسندرا بوزوفيتش                     | ماري بوزكوفا جيسيكا بونشيت            | فيرا زفوناريفا بيانكا أندريسكو آنا لينا فريدسام فالنتيني جراماتيكوبولو  |
| 1 يناير  | سيتي اوف بلايفورد تنس انترناشيونال بلايفورد، أستراليا ملعب صلب $25،000 قرعة المباريات الفردية والزوجية        | دليلا ياكوبوفيتش إيرينا خروماتشيفا 2–6، 7–5، [10–5]             | جونري ناميجاتا إريكا سما              | ماري بوزكوفا جيسيكا بونشيت            | فيرا زفوناريفا بيانكا أندريسكو آنا لينا فريدسام فالنتيني جراماتيكوبولو  |
| 1 يناير  | ITF Women's Circuit – هونغ كونغ هونغ كونغ ملعب صلب $15،000 قرعة المباريات الفردية والزوجية                    | لي يا-هسوان 6–4، 6–4                                            | هيروكو كواتا                          | ني ما زهوما يوكي تاناكا               | لوكسيكا كومخوم ماي هونتاما نغ كوان-ياو ريسا أوشيجيما                    |
| 1 يناير  | ITF Women's Circuit – هونغ كونغ هونغ كونغ ملعب صلب $15،000 قرعة المباريات الفردية والزوجية                    | يوكي كريستينا تشيانغ هيلين شولسن 6–2، 6–3                       | تشين بي-هسوان وو فانغ-هسين            | ني ما زهوما يوكي تاناكا               | لوكسيكا كومخوم ماي هونتاما نغ كوان-ياو ريسا أوشيجيما                    |
| 8 يناير  | دايتونا بيتش، الولايات المتحدة ملعب ترابي $25000 قرعة المباريات الفردية والزوجية                              | أنهيلينا كالينينا 1–6، 5–7، 0–6                                 | غريس مين                              | آنا دانيلينا اليكسندرا بيربر          | جيسيكا بيجلا صوفي تشانغ كاثرين سيبوف ماري اوساكا                        |
| 8 يناير  | دايتونا بيتش، الولايات المتحدة ملعب ترابي $25000 قرعة المباريات الفردية والزوجية                              | أوسوي مايتان أركونادا أليكس غواراشي 3–6، 4–6                    | ألريكك إيكري كرمن إيلونا              | آنا دانيلينا اليكسندرا بيربر          | جيسيكا بيجلا صوفي تشانغ كاثرين سيبوف ماري اوساكا                        |
| 8 يناير  | فور دو فرانس، مارتينيك، فرنسا ملعب صلب $15000 قرعة المباريات الفردية والزوجية                                 | ليوني كونغ 6–4، 2–6، 4–6                                        | إميلي أبلتون                          | بريسكيلا هيس سلمى ايوينغ              | ثيو غرافويل إيرينا رامياليسون لورين ماركر كاتي ماكنالي                  |
| 8 يناير  | فور دو فرانس، مارتينيك، فرنسا ملعب صلب $15000 قرعة المباريات الفردية والزوجية                                 | راشيدا ماكادو ايمي جو 7–5، 7–6(5–7)                             | إميلي أبلتون كاتي ماكنالي             | بريسكيلا هيس سلمى ايوينغ              | ثيو غرافويل إيرينا رامياليسون لورين ماركر كاتي ماكنالي                  |
| 8 يناير  | الحمامات، تونس ملعب ترابي $15000 قرعة المباريات الفردية والزوجية                                              | سارا شكاروفيتش 2–6، 7–6(4–7)                                    | إيوانا لوريدانا روسكا                 | ايرينا فيتيكاو هسو تشيه يو            | كاميلا روزاتييلو ديسبينا باباميتشايل كارين كينيل فيكتوريا مونتان        |
| 8 يناير  | الحمامات، تونس ملعب ترابي $15000 قرعة المباريات الفردية والزوجية                                              | هسو تشيه يو فيكتوريا مونتان 3–6، 5–7، [5–10]                    | ماريا مارفوتينا إيوانا لوريدانا روسكا | ايرينا فيتيكاو هسو تشيه يو            | كاميلا روزاتييلو ديسبينا باباميتشايل كارين كينيل فيكتوريا مونتان        |
| 8 يناير  | أنطاليا، تركيا ملعب ترابي $15000 قرعة المباريات الفردية والزوجية                                              | أندريا أماليا روسكا 6–7(6–8)، 4–6                               | ميريام كولوديجييفا                    | إيكاترين جورجودزي صوفيا شاباتافا      | تايسيا ميرديرجير أناستاسيا فاسيليفا اتيك اوز ليزا ماتفينكو              |
| 8 يناير  | أنطاليا، تركيا ملعب ترابي $15000 قرعة المباريات الفردية والزوجية                                              | صوفيا شاباتافا أناستاسيا فاسيليفا 5–7، 0–6، [11–13]             | اتيك اوز كسينيا ألكان                 | إيكاترين جورجودزي صوفيا شاباتافا      | تايسيا ميرديرجير أناستاسيا فاسيليفا اتيك اوز ليزا ماتفينكو              |
| 15 يناير | أورلاندو، الولايات المتحدة ملعب ترابي $25،000 قرعة المباريات الفردية والزوجية                                 | أنهيلينا كالينينا 6–2، 3–6، 7–5                                 | جوليا جربر                            | جيسيكا بيجلا أيانو شيميزو             | كيتلين ووريسكي كيوكا أوكامورا كيارا شول غريس مين                        |
| 15 يناير | أورلاندو، الولايات المتحدة ملعب ترابي $25،000 قرعة المباريات الفردية والزوجية                                 | قو هانيو شو تشينغ ون 6–3، 3–6، [12–10]                          | ألريكك إيكري كرمن إيلونا              | جيسيكا بيجلا أيانو شيميزو             | كيتلين ووريسكي كيوكا أوكامورا كيارا شول غريس مين                        |
| 15 يناير | شرم الشيخ، مصر ملعب صلب $15،000 قرعة المباريات الفردية والزوجية                                               | يوليا هاتوكا 6–4، 4–6، 7–5                                      | أناستازيا بوتابوفا                    | ناستجا كولار كومي سو                  | كاتارزينا كاوا هارييت دارت ميلاني كلافنير ديانا رادانوفيتش              |
| 15 يناير | شرم الشيخ، مصر ملعب صلب $15،000 قرعة المباريات الفردية والزوجية                                               | جيد لويس إيرين روتليفي 0–6، 7–5، [10–6]                         | أناستازيا بوتابوفا إيكاترينا يشينا    | ناستجا كولار كومي سو                  | كاتارزينا كاوا هارييت دارت ميلاني كلافنير ديانا رادانوفيتش              |
| 15 يناير | بيتي-بور، غوادلوب، فرنسا ملعب صلب $15،000 قرعة المباريات الفردية والزوجية                                     | إيرينا رامياليسون 6–3، 7–5                                      | ليوني كونغ                            | بريسيلا هايس إميلي أبلتون             | آمي زهو زوزانا زلوخوفا ثيو غراڤويل كاتي ماكنالي                         |
| 15 يناير | بيتي-بور، غوادلوب، فرنسا ملعب صلب $15،000 قرعة المباريات الفردية والزوجية                                     | إميلي أبلتون كاتي ماكنالي 6–3، 6–0                              | شيلبي تالكت آمي زهو                   | بريسيلا هايس إميلي أبلتون             | آمي زهو زوزانا زلوخوفا ثيو غراڤويل كاتي ماكنالي                         |
| 15 يناير | الحمامات، تونس ملعب ترابي 15،000 دولار قرعة المباريات الفردية والزوجية                                        | كاتالينا بيلا 6–4، 6–7(5–7)، 6–4                                | ميشيلي ألكساندرا زماو                 | كارين كينيل هسو تشيه يو               | ناتاليا كوستيتش ديسبينا باباميتشايل لوكريتسيا ستيفانيني ماريا مارفوتينا |
| 15 يناير | الحمامات، تونس ملعب ترابي 15،000 دولار قرعة المباريات الفردية والزوجية                                        | كارين كينيل ماريا مارفوتينا 7–5، 6–2                            | ديسبينا باباميتشايل كاتالينا بيلا     | كارين كينيل هسو تشيه يو               | ناتاليا كوستيتش ديسبينا باباميتشايل لوكريتسيا ستيفانيني ماريا مارفوتينا |
| 15 يناير | أنطاليا، تركيا ملعب ترابي 15،000 دولار قرعة المباريات الفردية والزوجية                                        | فارفارا غراتشيفا 7–5، 6–0                                       | صوفيا شاباتافا                        | إيكاترينا فيشنفسكايا نيكا شيتكوسكايا  | كيم دا-بين ميريام كولودجييوفا أندريا أماليا روشكا ليزا ماتفيينكو        |
| 15 يناير | أنطاليا، تركيا ملعب ترابي 15،000 دولار قرعة المباريات الفردية والزوجية                                        | أوانا غافريلا أندريا أماليا روشكا 6–4، 6–2                      | إيبك أوز إيكاترينا فيشنفسكايا         | إيكاترينا فيشنفسكايا نيكا شيتكوسكايا  | كيم دا-بين ميريام كولودجييوفا أندريا أماليا روشكا ليزا ماتفيينكو        |
| 22 يناير | Open Andrézieux-Bouthéon 42 أندرزيه-بوتيون، فرنسا ملعب صلب (indoor) 60٬000 دولار المباريات: الفردية – الزوجية | جورجينا غارسيا بيريز 6–2، 6–0                                   | أرانتشا روس                           | فيونا فيرو ماجدالينا فريتش            | بيبيان ويجيرس تمارا كورباتش فيتاليا دياتشينكو أودري ألبي                |
| 22 يناير | Open Andrézieux-Bouthéon 42 أندرزيه-بوتيون، فرنسا ملعب صلب (indoor) 60٬000 دولار المباريات: الفردية – الزوجية | يساليني بونافنتور بيبيان ويجيرس 4–6، 7–5، [10–7]                | كاميللا روزاتيلو كيمبرلي زيمرمان      | فيونا فيرو ماجدالينا فريتش            | بيبيان ويجيرس تمارا كورباتش فيتاليا دياتشينكو أودري ألبي                |
| 22 يناير | ويسلي تشابل، الولايات المتحدة ملعب ترابي 25٬000 دولار قرعة المباريات الفردية والزوجية                         | فرانشيسكا دي لورينزو 6–2، 1–6، 6–4                              | ويتني أوسويجوي                        | أولغا دانيلوفيتش إرينا براء           | أنهيلينا كالينينا أولجا يانتشوك كاتي سوان Maria Sanchez                 |
| 22 يناير | ويسلي تشابل، الولايات المتحدة ملعب ترابي 25٬000 دولار قرعة المباريات الفردية والزوجية                         | ألريكك إيكري كرمن إيلونا 6–2، 6–3                               | شو تشينغ ون تشينغ ووشوانغ             | أولغا دانيلوفيتش إرينا براء           | أنهيلينا كالينينا أولجا يانتشوك كاتي سوان Maria Sanchez                 |
| 22 يناير | شرم الشيخ، مصر ملعب صلب 15٬000 دولار قرعة المباريات الفردية والزوجية                                          | كاتارزينا كاوا 6–2، 4–6، 6–2                                    | تشانغ كيلين                           | ماي هونتاما ديانا رادانوفيتش          | غريت مينين كانيكا فاديا شاليمار تالبي نينا كروجر                        |
| 22 يناير | شرم الشيخ، مصر ملعب صلب 15٬000 دولار قرعة المباريات الفردية والزوجية                                          | جيد لويس إيرين روتليف 6–1، 5–7، [12–10]                         | بيرفو جنكيز جاسمينا تينجيتش           | ماي هونتاما ديانا رادانوفيتش          | غريت مينين كانيكا فاديا شاليمار تالبي نينا كروجر                        |
| 22 يناير | شتوتغارت، ألمانيا ملعب صلب (indoor) 15٬000 دولار قرعة المباريات الفردية والزوجية                              | جيسيكا ماليشكوفا 6–2، 6–0                                       | إيكاترينا كازيونوڤا                   | ستيفاني فاجنر كاثرينا هوبغارسكي       | نينا أليباليتش يلينا إن-ألبون لورا-أويانا أندريه تيس سوجنو              |
| 22 يناير | شتوتغارت، ألمانيا ملعب صلب (indoor) 15٬000 دولار قرعة المباريات الفردية والزوجية                              | لورا-أويانا أندريه رالوكا جورجيانا شيربان 6–0، 6–7(7–9)، [10–5] | بترا كرجسوفا جيسيكا ماليشكوفا         | ستيفاني فاجنر كاثرينا هوبغارسكي       | نينا أليباليتش يلينا إن-ألبون لورا-أويانا أندريه تيس سوجنو              |
| 22 يناير | حمامات، تونس ملعب ترابي $15،000 قرعة المباريات الفردية والزوجية                                               | ماريا مارفوتينا 6–2، 6–1                                        | لوكريتسيا ستيفانيني                   | ميشيل ألكسندرا زماو ليا بوشكوفيتش     | كاتالينا بيلا ديسبينا باباميتشايل جيسيكا كريفيلتو فيكتوريا مونتيان      |
| 22 يناير | حمامات، تونس ملعب ترابي $15،000 قرعة المباريات الفردية والزوجية                                               | كارين كينيل ماريا مارفوتينا 6–4، 6–3                            | ناتاليا كوستيتش يلينا سيميتش          | ميشيل ألكسندرا زماو ليا بوشكوفيتش     | كاتالينا بيلا ديسبينا باباميتشايل جيسيكا كريفيلتو فيكتوريا مونتيان      |
| 22 يناير | أنطاليا، تركيا ملعب ترابي $15،000 قرعة المباريات الفردية والزوجية                                             | إليونورا مولينارو 6–3، 6–1                                      | فلادا كوفال                           | إيكاترينا فيشنفسكايا ليزا ماتفيينكو   | نيكا شيتكويسكايا ألكسندرا بوسبلوفا يانا مورديرجر كارولين إيلوسكا        |
| 22 يناير | أنطاليا، تركيا ملعب ترابي $15،000 قرعة المباريات الفردية والزوجية                                             | ألكسندرا بوسبلوفا صوفيا شاباتافا 6–2، 6–2                       | تايسيا مورديرجر يانا مورديرجر         | إيكاترينا فيشنفسكايا ليزا ماتفيينكو   | نيكا شيتكويسكايا ألكسندرا بوسبلوفا يانا مورديرجر كارولين إيلوسكا        |
| 29 يناير | Dow Tennis Classic ميدلاند، الولايات المتحدة ملعب صلب (داخلي) $100،000 الفردي – الزوجي                        | ماديسون برينجل 1–6، 2–6                                         | جيمي لوب                              | ميهايلا بوزارنيسكو جنيفر برادي        | ريبيكا بيترسون يفجينيا رودينا كارول تشاو بيانكا أندريسكو                |
| 29 يناير | Dow Tennis Classic ميدلاند، الولايات المتحدة ملعب صلب (داخلي) $100،000 الفردي – الزوجي                        | كايتلين كريستيان سابرينا سانتاماريا 5–7، 6–4، [8–10]            | جيسيكا بيجلا ماريا سانشيز             | ميهايلا بوزارنيسكو جنيفر برادي        | ريبيكا بيترسون يفجينيا رودينا كارول تشاو بيانكا أندريسكو                |
| 29 يناير | Burnie International بيرني، أستراليا ملعب صلب $60،000 الفردي – الزوجي                                         | مارتا كوستيوك 4–6، 3–6                                          | فيكتوريا غولوبيتش                     | أوليفيا روجوفسكا زوي هايفز            | ألكسندرا دولغيرو ديستاني أيافا جاكلين كريستيان وانغ شي يو               |
| 29 يناير | Burnie International بيرني، أستراليا ملعب صلب $60،000 الفردي – الزوجي                                         | فانيا كينغ لورا روبسون 6–7(3–7)، 1–6                            | موموكو كوبوري تشيهيرو موراماتسو       | أوليفيا روجوفسكا زوي هايفز            | ألكسندرا دولغيرو ديستاني أيافا جاكلين كريستيان وانغ شي يو               |
| 29 يناير | GB Pro-Series Glasgow غلاسكو، المملكة المتحدة ملعب صلب (داخلي) $25،000 قرعة المباريات الفردية والزوجية        | باولا بادوسا جيبيرت 2–6، 1–6، 3–6                               | مايا لامسدن                           | كلوي باكيوت جورجينا غارسيا بيريز      | كاميلا روساتييلو سارا كاكايفيك تيريزا سميتكوفا يساليني بونافنتور        |
| 29 يناير | GB Pro-Series Glasgow غلاسكو، المملكة المتحدة ملعب صلب (داخلي) $25،000 قرعة المباريات الفردية والزوجية        | يساليني بونافنتور فالنتيني جراماتيكوبولو 7–5، 6–4               | دلما جالفي كاتارزينا بيتر             | كلوي باكيوت جورجينا غارسيا بيريز      | كاميلا روساتييلو سارا كاكايفيك تيريزا سميتكوفا يساليني بونافنتور        |
| 29 يناير | شرم الشيخ، مصر ملعب صلب $15،000 قرعة المباريات الفردية والزوجية                                               | إيرين روتليف 6–3، 7–5                                           | ناديا جيلكريست                        | ما يكسين كومي سو                      | شاليمار تالبي هيلين شلسن بيرفو سينجيز جاي آو                            |
| 29 يناير | شرم الشيخ، مصر ملعب صلب $15،000 قرعة المباريات الفردية والزوجية                                               | كاتارزينا كاوا إميلي ويبلي سميث 6–3، 3–6، [10–5]                | لاورا-إيونا أندريه هيلين شلسن         | ما يكسين كومي سو                      | شاليمار تالبي هيلين شلسن بيرفو سينجيز جاي آو                            |
| 29 يناير | الحمامات، تونس ملعب ترابي $15،000 قرعة المباريات الفردية والزوجية                                             | ساندرا سمير 6–3، 6–3                                            | نفيسة بيربيروفيتش                     | كارين كينيل يلينا سيميتش              | أندريا غاميز ناتاليجا كوستيتش نيكا كوكهارتشوك سيندي برغر                |
| 29 يناير | الحمامات، تونس ملعب ترابي $15،000 قرعة المباريات الفردية والزوجية                                             | ناتاليجا كوستيتش يلينا سيميتش Walkover                          | أندريا غاميز غوادالوبي بيريز روجاس    | كارين كينيل يلينا سيميتش              | أندريا غاميز ناتاليجا كوستيتش نيكا كوكهارتشوك سيندي برغر                |
| 29 يناير | أنطاليا، تركيا ملعب صلب $15،000 قرعة المباريات الفردية والزوجية                                               | ريبيكا مارينو 6–3، 6–3                                          | كريستينا إيني                         | أنستاسيا كوليكوفا ديسبينا باباميتشايل | نيكوليتا داسكالو شيلبي تالكوت ناتاليا فاجدوفا تشيزا هوسونما             |
| 29 يناير | أنطاليا، تركيا ملعب صلب $15،000 قرعة المباريات الفردية والزوجية                                               | إيلينا بوغدان كريستينا إيني 6–4، 6–3                            | هارونا أراكاوا كيم دا-بين             | أنستاسيا كوليكوفا ديسبينا باباميتشايل | نيكوليتا داسكالو شيلبي تالكوت ناتاليا فاجدوفا تشيزا هوسونما             |

### فبراير
| الأسبوع   | البطولة | الفائزات                                                        | الوصيفات                                                | المتأهلات لنصف النهائي                   | المتأهلات لربع النهائي                                               |
| --------- | --- | --------------------------------------------------------------- | ------------------------------------------------------- | ---------------------------------------- | -------------------------------------------------------------------- |
| 5 فبراير  | Launceston International لاونسستون، أستراليا ملعب صلب $25،000 قرعة المباريات الفردية والزوجية                   | غابرييلا تايلور 6–3، 6–4                                        | آسيا محمد                                               | زوي هايفز إيرينا خروماتشيفا              | شاكو أوياما ميرتل جورج ألكسندرا بوزوفيتش لورا روبسون                 |
| 5 فبراير  | Launceston International لاونسستون، أستراليا ملعب صلب $25،000 قرعة المباريات الفردية والزوجية                   | جيسيكا مور إيلين بيريز 7–6(7–5)، 6–4                            | لورا روبسون فاليريا سافينيخ                             | زوي هايفز إيرينا خروماتشيفا              | شاكو أوياما ميرتل جورج ألكسندرا بوزوفيتش لورا روبسون                 |
| 5 فبراير  | غرونوبل، فرنسا ملعب صلب (داخلي) $25،000 قرعة المباريات الفردية والزوجية                                         | فيونا فيرو 6–4، 6–7(5–7)، 7–6(7–3)                              | إليونورا مولينارو                                       | مارينا ميلنيكوفا إيلينا غابرييلا روس     | تمارا كورباتش أودري ألبي شيرازاد ريكس كلوي باكيوت                    |
| 5 فبراير  | غرونوبل، فرنسا ملعب صلب (داخلي) $25،000 قرعة المباريات الفردية والزوجية                                         | أمرا ساديكوفيتش إيفا واكانو 4–6، 6–1، [10–6]                    | إستيل كاسينو إليكسان ليشيميا                            | مارينا ميلنيكوفا إيلينا غابرييلا روس     | تمارا كورباتش أودري ألبي شيرازاد ريكس كلوي باكيوت                    |
| 5 فبراير  | GB Pro-Series Loughborough لوفبرا، المملكة المتحدة ملعب صلب (داخلي) $25،000 قرعة المباريات الفردية والزوجية     | تيريزا سميتكوفا 6–3، 6–2                                        | كوني بيرين                                              | كاثينكا فون ديكمان أولغا سايز لارا       | إيدن سيلفا بانا أودفاردي كريستيانا فيراندو جيسيكا ماليتشكوفا         |
| 5 فبراير  | GB Pro-Series Loughborough لوفبرا، المملكة المتحدة ملعب صلب (داخلي) $25،000 قرعة المباريات الفردية والزوجية     | ميكايلا كرايتشيك بيبيان ويجيرس 6–7(5–7)، 6–1، [10–6]            | تارا مور كوني بيرين                                     | كاثينكا فون ديكمان أولغا سايز لارا       | إيدن سيلفا بانا أودفاردي كريستيانا فيراندو جيسيكا ماليتشكوفا         |
| 5 فبراير  | شرم الشيخ، مصر ملعب صلب $15،000 قرعة المباريات الفردية والزوجية                                                 | لورا-إيونا أندري 6–3، 6–1                                       | آنا بريبيلوفا                                           | أناستاسيا بريبيلوفا سوزان بانديتشي       | آنا مورجينا جاي آو لوسيا برونزيتي أليس ماتيوكسي                      |
| 5 فبراير  | شرم الشيخ، مصر ملعب صلب $15،000 قرعة المباريات الفردية والزوجية                                                 | أناستاسيا بريبيلوفا إميلي ويبلي سميث 6–3، 6–3                   | لورا-إيونا أندري جوليا كيميلمان                         | أناستاسيا بريبيلوفا سوزان بانديتشي       | آنا مورجينا جاي آو لوسيا برونزيتي أليس ماتيوكسي                      |
| 5 فبراير  | ترنافا، سلوفاكيا ملعب صلب (داخلي) $15،000 قرعة المباريات الفردية والزوجية                                       | أناستاسيا ديتيوك 5–7، 6–0، 6–3                                  | صوفيا لانسر                                             | بيرنيلا مينديسوفا يلينا ريباكينا         | تيميا ياروشكوفا جوهانا ماركوفا أغنس بوكتا فيفيان هايسن               |
| 5 فبراير  | ترنافا، سلوفاكيا ملعب صلب (داخلي) $15،000 قرعة المباريات الفردية والزوجية                                       | بولينا تشارنيك داريا كوتسر 6–3، 7–5                             | أناستاسيا ديتيوك جوهانا ماركوفا                         | بيرنيلا مينديسوفا يلينا ريباكينا         | تيميا ياروشكوفا جوهانا ماركوفا أغنس بوكتا فيفيان هايسن               |
| 5 فبراير  | ماناكور، إسبانيا ملعب ترابي $15،000 قرعة المباريات الفردية والزوجية                                             | مارينا باسولس رييرا 6–1، 6–4                                    | مارتا بايجينا                                           | ليزا بونومار كاتارينا كيرلاخ             | ناهو ساتو ألكسندرا بيربر سيوني مينديز روزا فيكينس ماس                |
| 5 فبراير  | ماناكور، إسبانيا ملعب ترابي $15،000 قرعة المباريات الفردية والزوجية                                             | يوكينا سايغو ناهو ساتو 3–6، 7–5، [10–8]                         | ألكسندرا بيربر ليزا بونومار                             | ليزا بونومار كاتارينا كيرلاخ             | ناهو ساتو ألكسندرا بيربر سيوني مينديز روزا فيكينس ماس                |
| 5 فبراير  | الحمامات، تونس ملعب ترابي $15،000 قرعة المباريات الفردية والزوجية نسخة محفوظة 2018-04-29 على موقع واي باك مشين. | ناتاليا سيدليسكا 3–6، 6–3، 6–3                                  | أنجيليكا موراتيلي                                       | لورا بيجوسي ناتاليا كوستيتش              | يلينا سيميتش غوادالوبي بيريز روجاس ناستازيا بورنيت ساندرا سمير       |
| 5 فبراير  | الحمامات، تونس ملعب ترابي $15،000 قرعة المباريات الفردية والزوجية نسخة محفوظة 2018-04-29 على موقع واي باك مشين. | نورا نيدميرس ناتاليا سيدليزكا 7–6(9–7)، 0–6، [10–6]             | ناتاليا كوستيتش يلينا سيميتش                            | لورا بيجوسي ناتاليا كوستيتش              | يلينا سيميتش غوادالوبي بيريز روجاس ناستازيا بورنيت ساندرا سمير       |
| 5 فبراير  | أنطاليا، تركيا ملعب صلب $15،000 قرعة المباريات الفردية والزوجية                                                 | ريبيكا مارينو 6–1، 6–4                                          | نينا ستادلر                                             | ميليس سيزر ناتاليا فاجدوفا               | رالوكا جورجيانا شيربان غايا سانيسي إلييسا فانلانغندونك جيادا كليتشي  |
| 5 فبراير  | أنطاليا، تركيا ملعب صلب $15،000 قرعة المباريات الفردية والزوجية                                                 | رالوكا جورجيانا شيربان أوانا جيورجيتا سيميون 6–2، 7–6(7–5)      | مانا أيوكاوا نينا ستادلر                                | ميليس سيزر ناتاليا فاجدوفا               | رالوكا جورجيانا شيربان غايا سانيسي إلييسا فانلانغندونك جيادا كليتشي  |
| 12 فبراير | برث، أستراليا ملعب صلب $25،000 قرعة المباريات الفردية والزوجية                                                  | إيرينا خروماتشيفا 6–2، 6–3                                      | كاتي دان                                                | لورا روبسون ماديسون إنغليس               | ميرتل جورج ماي مينوكوشي غابرييلا تايلور جايمي فورليس                 |
| 12 فبراير | برث، أستراليا ملعب صلب $25،000 قرعة المباريات الفردية والزوجية                                                  | جيسيكا مور إيلين بيريز 6–7(6–8)، 6–1، [7–9] انسحاب              | أوليفيا تجاندراموليا بيليندا وولكوك                     | لورا روبسون ماديسون إنغليس               | ميرتل جورج ماي مينوكوشي غابرييلا تايلور جايمي فورليس                 |
| 12 فبراير | سوربرايز، الولايات المتحدة ملعب صلب $25،000 قرعة المباريات الفردية والزوجية                                     | يانينا ويكماير 3–6، 6–3، 6–4                                    | آنا صوفيا سانشيز                                        | أولغا يانتشوك ماري بوزكوفا               | يفجينيا رودينا مارين بارطو كاتي بولتر جوليا بوسوروب                  |
| 12 فبراير | سوربرايز، الولايات المتحدة ملعب صلب $25،000 قرعة المباريات الفردية والزوجية                                     | ميساكي دوي يانينا ويكماير 2–6، 6–3، [10–8]                      | جاكلين كاكو كيتلين ووريسكي                              | أولغا يانتشوك ماري بوزكوفا               | يفجينيا رودينا مارين بارطو كاتي بولتر جوليا بوسوروب                  |
| 12 فبراير | شرم الشيخ، مصر ملعب صلب $15،000 قرعة المباريات الفردية والزوجية                                                 | ناستجا كولار 6–2، 6–4                                           | بوناياوي ثامشايوات                                      | آنا مورجينا فاليريا سولوفيفا             | أناستاسيا بريبيلوفا هيلين شولسن كارولينا بيرانكوفا لودميلا سامسونوفا |
| 12 فبراير | شرم الشيخ، مصر ملعب صلب $15،000 قرعة المباريات الفردية والزوجية                                                 | آنا مورجينا فاليريا سولوفيفا 6–4، 6–2                           | كونستانز ستيبان إيغا شفيونتيك                           | آنا مورجينا فاليريا سولوفيفا             | أناستاسيا بريبيلوفا هيلين شولسن كارولينا بيرانكوفا لودميلا سامسونوفا |
| 12 فبراير | بيرغامو، إيطاليا ملعب ترابي (داخلي) $15،000 قرعة المباريات الفردية والزوجية                                     | مارتينا كولميجنا 6–2، 6–1                                       | لينا روفر                                               | فرانشيسكا بولاني مارتينا دي جوزيبي       | ليزا سابينو ماري تيمن لو بورو لوكريتسيا ستيفانيني                    |
| 12 فبراير | بيرغامو، إيطاليا ملعب ترابي (داخلي) $15،000 قرعة المباريات الفردية والزوجية                                     | كيسنيا بيكر كسينيا ألكان 6–4، 4–6، [10–8]                       | مارتينا كولميجنا كلوديا جيوفين                          | فرانشيسكا بولاني مارتينا دي جوزيبي       | ليزا سابينو ماري تيمن لو بورو لوكريتسيا ستيفانيني                    |
| 12 فبراير | ماناكور، إسبانيا ملعب ترابي $15،000 قرعة المباريات الفردية والزوجية                                             | ألكسندرا بيربر 6–1، 7–5                                         | ناهو ساتو                                               | جيومار مارستاني إيرين بورييو اسكوريهويلا | مارينا باسولس ريبييرا إيزابيلا شنيكوفا جوانا جارلاند سنها ديفي ريدي  |
| 12 فبراير | ماناكور، إسبانيا ملعب ترابي $15،000 قرعة المباريات الفردية والزوجية                                             | إيرين بورييو اسكوريهويلا أولغا باريس أزكويتا 6–4، 2–6، [10–7]   | سيون مينديز ألكسندرا بيربر                              | جيومار مارستاني إيرين بورييو اسكوريهويلا | مارينا باسولس ريبييرا إيزابيلا شنيكوفا جوانا جارلاند سنها ديفي ريدي  |
| 12 فبراير | الحمامات، تونس ملعب ترابي $15،000 قرعة المباريات الفردية والزوجية                                               | أندريا أماليا روشكا 6–2، 6–4                                    | ناتاليا كوستيتش                                         | هسو تشيه يو ميا إكلوند                   | يلينا سيميتش إيرينا فيتيكاو مارينا يودانوف فيرينا هوفر               |
| 12 فبراير | الحمامات، تونس ملعب ترابي $15،000 قرعة المباريات الفردية والزوجية                                               | ميلانيا ديلاي أنجيليكا موراتيللي 6–2، 6–4                       | هسو تشيه يو ساندرا سمير                                 | هسو تشيه يو ميا إكلوند                   | يلينا سيميتش إيرينا فيتيكاو مارينا يودانوف فيرينا هوفر               |
| 12 فبراير | أنطاليا، تركيا ملعب صلب $15،000 قرعة المباريات الفردية والزوجية                                                 | ريبيكا مارينو 6–2، 6–1                                          | جايا سانيسي                                             | إيكاترين جورجودزي أمينا أنشب             | نينا ستادلر رالوكا جيورجيانا شيربان لي اين هي مارتينا كاريجارو       |
| 12 فبراير | أنطاليا، تركيا ملعب صلب $15،000 قرعة المباريات الفردية والزوجية                                                 | إيكاترين جورجودزي ديا هردجلاش 6–2، 6–4                          | مارتينا كاريجارو فيديريكا دي سارا                       | إيكاترين جورجودزي أمينا أنشب             | نينا ستادلر رالوكا جيورجيانا شيربان لي اين هي مارتينا كاريجارو       |
| 19 فبراير | بيرث، أستراليا ملعب صلب $25،000 قرعة المباريات الفردية والزوجية                                                 | غابرييلا تايلور 6–2، 7–5                                        | ميرتل جورج                                              | جاكلين كريستيان جيمي فورليس              | تيريزا مردجا كاتي دان مايو هيبي إيرينا خروماتشيفا                    |
| 19 فبراير | بيرث، أستراليا ملعب صلب $25،000 قرعة المباريات الفردية والزوجية                                                 | جيسيكا مور أوليفيا تجاندراموليا 7–5، 6–7(8–10)، [11–9]          | أليسون باي لو جياجينغ                                   | جاكلين كريستيان جيمي فورليس              | تيريزا مردجا كاتي دان مايو هيبي إيرينا خروماتشيفا                    |
| 19 فبراير | كوريتيبا، البرازيل ملعب ترابي $25،000 قرعة المباريات الفردية والزوجية                                           | تمارا زيدانسيك 7–5، 6–4                                         | فيونا فيرو                                              | ماريانا دوكيه جوليا غرابر                | أودري ألبي فيكتوريا بوثيو سارا كاكاريفيك كاتي سوان                   |
| 19 فبراير | كوريتيبا، البرازيل ملعب ترابي $25،000 قرعة المباريات الفردية والزوجية                                           | هسو تشيه يو مارسيلا زكرياس 6–0، 6–3                             | أودري ألبي هارموني تان                                  | ماريانا دوكيه جوليا غرابر                | أودري ألبي فيكتوريا بوثيو سارا كاكاريفيك كاتي سوان                   |
| 19 فبراير | آلتنكيرشن، ألمانيا ملعب مغطى (داخل الصالات) $25،000 قرعة المباريات الفردية والزوجية                             | هارييت دارت 7–6(7–5)، 6–2                                       | كارولينا موتشوفا                                        | مارينا زانيفسكا كلوي باكيوت              | بولينا مونوفا كاميلا روزاتيلو جيسيكا ماليشكوفا ماندي مينلا           |
| 19 فبراير | آلتنكيرشن، ألمانيا ملعب مغطى (داخل الصالات) $25،000 قرعة المباريات الفردية والزوجية                             | ديانا مارسنكفيتشا كاتارزينا بيتر انسحاب                         | فالنتيني جراماتيكوبولو مارينا زانيفسكا                  | مارينا زانيفسكا كلوي باكيوت              | بولينا مونوفا كاميلا روزاتيلو جيسيكا ماليشكوفا ماندي مينلا           |
| 19 فبراير | رانشو سانتا في، الولايات المتحدة ملعب صلب $25،000 قرعة المباريات الفردية والزوجية                               | آسيا محمد 6–4، 2–6، 7–6(7–3)                                    | كرامي نارا                                              | ساتشيا فيكري آن لي                       | فيكتوريا دوفال ميساكي دوي يفجينيا رودينا إليتسا كوستوفا              |
| 19 فبراير | رانشو سانتا في، الولايات المتحدة ملعب صلب $25،000 قرعة المباريات الفردية والزوجية                               | كايتلين كريستيان سابرينا سانتاماريا 6–7(6–8)، 6–1، [10–6]       | إيفا هردينوفا تايلور تاونسند                            | ساتشيا فيكري آن لي                       | فيكتوريا دوفال ميساكي دوي يفجينيا رودينا إليتسا كوستوفا              |
| 19 فبراير | شرم الشيخ، مصر ملعب صلب $15،000 قرعة المباريات الفردية والزوجية                                                 | إيغا شفيونتيك 6–3، 6–1                                          | بريت جويكينز                                            | ماريا غوتيريز كاراسكو فاليريا سولوفيفا   | هيلين شولسن أناستاسيا بريبيلوفا لي بي-تشي بونيواي ثامتشايوات         |
| 19 فبراير | شرم الشيخ، مصر ملعب صلب $15،000 قرعة المباريات الفردية والزوجية                                                 | مارتينا كولمغنا فاليريا سولوفيفا 6–2، 6–3                       | لي بي-تشي برانجالا يادلابالي                            | ماريا غوتيريز كاراسكو فاليريا سولوفيفا   | هيلين شولسن أناستاسيا بريبيلوفا لي بي-تشي بونيواي ثامتشايوات         |
| 19 فبراير | سولارينو، إيطاليا أرضية $15،000 قرعة المباريات الفردية والزوجية                                                 | ميكايلا كرايتشيك 6–3، 6–2                                       | مونيكا كيلناروفا                                        | ستيفانيا روبيني سفياتلانا بيرازينكا      | لو أدلر غريت مينين فيديريكا أرتشيدياكونو كسينيا ألكان                |
| 19 فبراير | سولارينو، إيطاليا أرضية $15،000 قرعة المباريات الفردية والزوجية                                                 | إميلي أبلتون كوين جليسون 3–6، 7–5، [10–8]                       | ماتيلد أرمِتانو ماريا ماسيني                             | ستيفانيا روبيني سفياتلانا بيرازينكا      | لو أدلر غريت مينين فيديريكا أرتشيدياكونو كسينيا ألكان                |
| 19 فبراير | بالما نوفا، إسبانيا ملعب ترابي $15،000 قرعة المباريات الفردية والزوجية                                          | سيوان مينديز 6–7(3–7)، 6–1، 6–2                                 | مارينا باسولس ريبيرا                                    | إيناس إيبو ألكساندرا بيربر               | إستريلا كابيزا كانديلا أيكو يوشيتومي يلينا إن-ألبون إيزابيلا شنيكوفا |
| 19 فبراير | بالما نوفا، إسبانيا ملعب ترابي $15،000 قرعة المباريات الفردية والزوجية                                          | إيرينا هاياشي تشيسا هوسونومه 7–5، 7–5                           | يوكانا سايغو أيكو يوشيتومي                              | إيناس إيبو ألكساندرا بيربر               | إستريلا كابيزا كانديلا أيكو يوشيتومي يلينا إن-ألبون إيزابيلا شنيكوفا |
| 19 فبراير | الحمامات، تونس ملعب ترابي $15،000 قرعة المباريات الفردية والزوجية                                               | مارغو ييروليموس 4–6، 6–2، 6–0                                   | أندريا أميليا روشا                                      | أناستازيا جريمالسكا إستيل كاسينو         | أناستاسيا نيفيدوفا أندريا كا كارولين روميو أندريا غيتشيسكو           |
| 19 فبراير | الحمامات، تونس ملعب ترابي $15،000 قرعة المباريات الفردية والزوجية                                               | أناستاسيا نيفيدوفا أندريا أميليا روشا 6–3، 6–1                  | إليزابيث هالباور كارولين روميو                          | أناستازيا جريمالسكا إستيل كاسينو         | أناستاسيا نيفيدوفا أندريا كا كارولين روميو أندريا غيتشيسكو           |
| 19 فبراير | أنطاليا، تركيا ملعب ترابي $15،000 قرعة المباريات الفردية والزوجية نسخة محفوظة 2021-10-22 على موقع واي باك مشين. | أوانا جورجيتا سيميوني 2–6، 6–2، 7–5                             | إلونا جورجيانا غيورواي                                  | إيكاترين جورجودزي نينا بوتوتشنيك         | فيديريكا دي سارا ديا هردجلاش مارتينا كاريغارو ريبيكا مارينو          |
| 19 فبراير | أنطاليا، تركيا ملعب ترابي $15،000 قرعة المباريات الفردية والزوجية نسخة محفوظة 2021-10-22 على موقع واي باك مشين. | أُلغيت منافسة الزوجي بسبب سوء الأحوال الجوية                     |                                                         | إيكاترين جورجودزي نينا بوتوتشنيك         | فيديريكا دي سارا ديا هردجلاش مارتينا كاريغارو ريبيكا مارينو          |
| 26 فبراير | ساو باولو، البرازيل ملعب ترابي $25000 قرعة المباريات الفردية والزوجية                                           | جوليا غرابر 6–4، 3–6، 6–2                                       | تمارا زيدانسيك                                          | ماريانا دوكي باربارا هاس                 | سيندي برغر كوني بيرين سيلفيا سولير إسبينوزا أندريا غاميز             |
| 26 فبراير | ساو باولو، البرازيل ملعب ترابي $25000 قرعة المباريات الفردية والزوجية                                           | تارا مور كوني بيرين 6–4، 3–6، [13–11]                           | هسو تشيه يو مارسيلا زكرياس                              | ماريانا دوكي باربارا هاس                 | سيندي برغر كوني بيرين سيلفيا سولير إسبينوزا أندريا غاميز             |
| 26 فبراير | شيامن، الصين ملعب صلب $15000 قرعة المباريات الفردية والزوجية                                                    | غاو شينيو 6–1، 6–2                                              | سابينا شاريبوفا                                         | تشانغ لينغ تشانغ كيلين                   | غاي آو لولو صن وانغ مي لينغ وانغ شينيو                               |
| 26 فبراير | شيامن، الصين ملعب صلب $15000 قرعة المباريات الفردية والزوجية                                                    | سارة-ريبيكا سيكوليتش شو شيلين 6–1، 7–5                          | صن شولو صن زيو                                          | تشانغ لينغ تشانغ كيلين                   | غاي آو لولو صن وانغ مي لينغ وانغ شينيو                               |
| 26 فبراير | شرم الشيخ، مصر ملعب صلب $15000 قرعة المباريات الفردية والزوجية                                                  | بيرفو جنجيز 6–3، 4–6، 6–3                                       | يوليا هاتوك                                             | لوسيا برونزيتي إيغا شفيونتيك             | آنا مورجينا ديسبينا باباميتشايل إميلي ويبلي سميث فاليريا سولوفيفا    |
| 26 فبراير | شرم الشيخ، مصر ملعب صلب $15000 قرعة المباريات الفردية والزوجية                                                  | إميلي فرانكاتي بريت جيوكنز 6–0، 6–3                             | يوليا هاتوك إيرينا شيمانوفيتش                           | لوسيا برونزيتي إيغا شفيونتيك             | آنا مورجينا ديسبينا باباميتشايل إميلي ويبلي سميث فاليريا سولوفيفا    |
| 26 فبراير | مشكون، فرنسا ملعب صلب (داخلي) $15،000 قرعة المباريات الفردية والزوجية                                           | سيمونا والترت 6–4، 3–6، 6–3                                     | تيس سوغنيو                                              | دانييلا فيسماني ماري بينوا               | إليسيا بارنيت مانو أركانجيولي بيمرا أوزجن كاثارينا هوبرجارسكي        |
| 26 فبراير | مشكون، فرنسا ملعب صلب (داخلي) $15،000 قرعة المباريات الفردية والزوجية                                           | ماتيلد أرمينتانو إليكساني ليشميا 6–1، 3–6، [10–8]               | مانو أركانجيولي ديانا مارسنكفيتشا                       | دانييلا فيسماني ماري بينوا               | إليسيا بارنيت مانو أركانجيولي بيمرا أوزجن كاثارينا هوبرجارسكي        |
| 26 فبراير | كاندية، اليونان ملعب ترابي $15،000 قرعة المباريات الفردية والزوجية                                              | رالوكا جورجيانا سيربان 6–3، 5–7، 6–2                            | أناستاسيا ديتيك                                         | ليزا سابينو إميلي أبلتون                 | كاريان بيير لويس كاتارينا فانكوفا كيري كارترايت لورا شايدر           |
| 26 فبراير | كاندية، اليونان ملعب ترابي $15،000 قرعة المباريات الفردية والزوجية                                              | ميكايلا بويف رالوكا جورجيانا سيربان 6–1، 2–6، [10–7]            | جابرييلا آنا ماريا دافيديسكو ألكسندرا ماريا ستايكوليسكو | ليزا سابينو إميلي أبلتون                 | كاريان بيير لويس كاتارينا فانكوفا كيري كارترايت لورا شايدر           |
| 26 فبراير | سولارينو، إيطاليا سجادة $15،000 قرعة المباريات الفردية والزوجية                                                 | ستيفانيا روبيني 6–4، 6–2                                        | سفيلتانا بيرازينكا                                      | غريت مينين رومي كولزر                    | لو أدلر تايسيا موردير انستاسيا كوليكوفا مونيكا كيلناروڤا             |
| 26 فبراير | سولارينو، إيطاليا سجادة $15،000 قرعة المباريات الفردية والزوجية                                                 | كوين جليسون سفيلتانا بيرازينكا 6–4، 6–4                         | آنا كلاسن رومي كولزر                                    | غريت مينين رومي كولزر                    | لو أدلر تايسيا موردير انستاسيا كوليكوفا مونيكا كيلناروڤا             |
| 26 فبراير | موسكو، روسيا ملعب صلب (indoor) $15،000 قرعة المباريات الفردية والزوجية                                          | أولجا دوروشينا 6–3، 6–3                                         | داريا كروژكوفا                                          | داريا نازارکينا صوفيا لانسر              | كاميلا راخيموفا أناستاسيا جاسانوفا ديانا ديميدوفا فلادا كوفال        |
| 26 فبراير | موسكو، روسيا ملعب صلب (indoor) $15،000 قرعة المباريات الفردية والزوجية                                          | انستاسيا خاريتونوفا داريا نازارکينا 6–7(5–7)، 7–6(7–2)، [21–19] | أولجا دوروشينا داريا كروژكوفا                           | داريا نازارکينا صوفيا لانسر              | كاميلا راخيموفا أناستاسيا جاسانوفا ديانا ديميدوفا فلادا كوفال        |
| 26 فبراير | بالما نوفا، إسبانيا ملعب ترابي $15،000 قرعة المباريات الفردية والزوجية                                          | يلينا إن ألبيون 6–1، 7–5                                        | إيزابيلا شنيكوفا                                        | كاتارينا كيرلاخ إيفون كافال رييمرس       | إيرينا بوريلو إسكوريهويلا ألكسندرا بيربر لينا روفر ألبا كارييو مارين |
| 26 فبراير | بالما نوفا، إسبانيا ملعب ترابي $15،000 قرعة المباريات الفردية والزوجية                                          | يوکينا سايغو أيكو يوشيتومي 6–4، 6–2                             | كاتارينا كيرلاخ لينا روفر                               | كاتارينا كيرلاخ إيفون كافال رييمرس       | إيرينا بوريلو إسكوريهويلا ألكسندرا بيربر لينا روفر ألبا كارييو مارين |
| 26 فبراير | الحمّامات، تونس ملعب ترابي $15،000 قرعة المباريات الفردية والزوجية                                               | أندريا أماليا روشكا 6–2، 6–2                                    | أناستازيا جريمالسكا                                     | ماريا مارفوتينا فيرونيكا إرجافيك         | ميا إكلوند ناستازيا بورنيت آنا ريموندينا يوليا ستاماتوفا             |
| 26 فبراير | الحمّامات، تونس ملعب ترابي $15،000 قرعة المباريات الفردية والزوجية                                               | أناستازيا جريمالسكا ميشيل ألكسندرا زماو 6–2، 6–3                | غيلرينا نايا غوادالوبي بيريز روجاس                      | ماريا مارفوتينا فيرونيكا إرجافيك         | ميا إكلوند ناستازيا بورنيت آنا ريموندينا يوليا ستاماتوفا             |
| 26 فبراير | أنطاليا، تركيا ملعب ترابي $15،000 قرعة المباريات الفردية والزوجية                                               | إيلونا جورجيانا غيورواي 7–6(7–1)، 3–6، 6–4                      | أمينة أنشبا                                             | كارولا باتريسيا بيجينارو كريستينا دينو   | باشاك إرايدن لونا ميرس أغنيس بوكتا أناستاسيا فاسيليفا                |
| 26 فبراير | أنطاليا، تركيا ملعب ترابي $15،000 قرعة المباريات الفردية والزوجية                                               | أغنيس بوكتا ديا هردجلاش 6–3، 6–3                                | أمينة أنشبا أناستاسيا فاسيليفا                          | كارولا باتريسيا بيجينارو كريستينا دينو   | باشاك إرايدن لونا ميرس أغنيس بوكتا أناستاسيا فاسيليفا                |

### مارس
| الأسبوع | البطولة | الفائزات                                               | الوصيفات                                             | المتأهلات لنصف النهائي                    | المتأهلات لربع النهائي                                                        |
| ------- | --- | ------------------------------------------------------ | ---------------------------------------------------- | ----------------------------------------- | ----------------------------------------------------------------------------- |
| مارس 5  | Zhuhai Open زوهاي، الصين ملعب صلب $60،000 المباريات: الفردية – الزوجية                                                                       | مارينا زانيفسكا 6–2، 6–4                               | مارتا كوستيوك                                        | آنا كارولينا شميدلوفا آنا كالينسكايا      | فيتاليا دياتشينكو دليلا ياكوبوفيتش فيكتوريا كوزموفا ديستاني أيافا             |
| مارس 5  | Zhuhai Open زوهاي، الصين ملعب صلب $60،000 المباريات: الفردية – الزوجية                                                                       | آنا بلينكوفا ليزلي كيرخوف 7–5، 6–4                     | ناو هيبينو دانكا كوفينتش                             | آنا كارولينا شميدلوفا آنا كالينسكايا      | فيتاليا دياتشينكو دليلا ياكوبوفيتش فيكتوريا كوزموفا ديستاني أيافا             |
| مارس 5  | ميلدورا، أستراليا Grass $25،000 قرعة المباريات الفردية والزوجية                                                                              | غابرييلا تايلور 6–0، 6–3                               | شيرازاد ريكس                                         | كاتي دان ماسا يوفانوفيتش                  | ماديسون إنغلس ماريانا زاكارليوك أوليفيا تجاندراموليا ميتشيكا أوزيكي           |
| مارس 5  | ميلدورا، أستراليا Grass $25،000 قرعة المباريات الفردية والزوجية                                                                              | كاتي دان غابرييلا تايلور 5–7، 7–6(7–4)، [10–5]         | ألكسندرا بوزوفيتش أوليفيا تجاندراموليا               | كاتي دان ماسا يوفانوفيتش                  | ماديسون إنغلس ماريانا زاكارليوك أوليفيا تجاندراموليا ميتشيكا أوزيكي           |
| مارس 5  | Keio Challenger يوكوهاما، اليابان ملعب صلب $25،000 قرعة المباريات الفردية والزوجية نسخة محفوظة 2018-03-09 على موقع واي باك مشين.             | فيرونيكا كوديرميتوفا 6–2، 6–4                          | هارييت دارت                                          | كاثرين سيبو هان نا-لاي                    | موموكو كوبوري مويكا أوشيجيما لورا روبسون لو جياجينغ                           |
| مارس 5  | Keio Challenger يوكوهاما، اليابان ملعب صلب $25،000 قرعة المباريات الفردية والزوجية نسخة محفوظة 2018-03-09 على موقع واي باك مشين.             | لورا روبسون فاني ستولار 5–7، 6–2، [10–4]               | موموكو كوبوري شيرو موراماتسو                         | كاثرين سيبو هان نا-لاي                    | موموكو كوبوري مويكا أوشيجيما لورا روبسون لو جياجينغ                           |
| مارس 5  | كامبيناس، البرازيل ملعب ترابي $15،000 قرعة المباريات الفردية والزوجية                                                                        | هارموني تان 6–2، 6–0                                   | أليس رامي                                            | إدواردا بياي سيندي بورجر                  | ناتالي كوراتا غابرييلا سي فرناندا بريتو مارسيلا زكرياس                        |
| مارس 5  | كامبيناس، البرازيل ملعب ترابي $15،000 قرعة المباريات الفردية والزوجية                                                                        | فرناندا بريتو كاميلا جيانجريكو كامبيز 6–4، 4–6، [10–4] | لارا إسكوريزا مارسيلا زكرياس                         | إدواردا بياي سيندي بورجر                  | ناتالي كوراتا غابرييلا سي فرناندا بريتو مارسيلا زكرياس                        |
| مارس 5  | شرم الشيخ، مصر ملعب صلب $15،000 قرعة المباريات الفردية والزوجية                                                                              | جوليا تيرزييسكا 6–7(4–7)، 6–0، 7–6(7–4)                | لودميلا سامسونوفا                                    | لوسيا برونزيتي أن صوفي ميستاتش            | ناديا جيلكريست ساندرا سمير نينا ستادلر غايا سانيسي                            |
| مارس 5  | شرم الشيخ، مصر ملعب صلب $15،000 قرعة المباريات الفردية والزوجية                                                                              | يوليا هاتكا لي بي-تشي 4–6، 7–6(7–5)، [10–8]            | لورا-إيونا أندري جوليا تيرزييسكا                     | لوسيا برونزيتي أن صوفي ميستاتش            | ناديا جيلكريست ساندرا سمير نينا ستادلر غايا سانيسي                            |
| مارس 5  | أميان، فرنسا ملعب ترابي (indoor) $15،000 قرعة المباريات الفردية والزوجية                                                                     | كاتارينا زافاتسكا 6–1، 6–2                             | إليونورا مولينارو                                    | بريسيلا هيس جولي جيرفيه                   | ليا تولي إيميلين دارترون أنجيليكا موراتيللي كاثارينا هوبجارسكي                |
| مارس 5  | أميان، فرنسا ملعب ترابي (indoor) $15،000 قرعة المباريات الفردية والزوجية                                                                     | جولي بيلجرافير إيزابيل هافيرلاج 7–6(7–4)، 6–2          | لارا سالدن كميل سيريه                                | بريسيلا هيس جولي جيرفيه                   | ليا تولي إيميلين دارترون أنجيليكا موراتيللي كاثارينا هوبجارسكي                |
| مارس 5  | هيراكليون، اليونان ملعب ترابي $15،000 قرعة المباريات الفردية والزوجية                                                                        | أنستاسيا ديتسيوك 6–3، 6–2                              | آنا بوندير                                           | ميريام كولودجييوفا رالوكا جورجيانا شيربان | مارتينا سبيراجيلي داجمار دودلاكوفا أنستاسيا نيفيدوفا ريكا لوكا جاني           |
| مارس 5  | هيراكليون، اليونان ملعب ترابي $15،000 قرعة المباريات الفردية والزوجية                                                                        | كيري كارترايت كاريان بيير-لويس 6–4، 7–5                | ميكايلا بويف رالوكا جورجيانا شيربان                  | ميريام كولودجييوفا رالوكا جورجيانا شيربان | مارتينا سبيراجيلي داجمار دودلاكوفا أنستاسيا نيفيدوفا ريكا لوكا جاني           |
| مارس 5  | بوبال، الهند ملعب صلب $15،000 قرعة المباريات الفردية والزوجية                                                                                | تيريزا ميهاليكوفا 6–1، 5–7، 6–0                        | إميلي ويبلي سميث                                     | كانيكا فايديا دهروثي تاتشار فينوجوبال     | فريا كريستي بونيواي ثامشايوات ريا باتيا بريرنا بامبري                         |
| مارس 5  | بوبال، الهند ملعب صلب $15،000 قرعة المباريات الفردية والزوجية                                                                                | كانيكا فايديا روزالي فان دير هوك 1–2، انسحاب           | تيريزا ميهاليكوفا آنا فيسيلينوفيتش                   | كانيكا فايديا دهروثي تاتشار فينوجوبال     | فريا كريستي بونيواي ثامشايوات ريا باتيا بريرنا بامبري                         |
| مارس 5  | سولارينو، إيطاليا سجادة $15،000 قرعة المباريات الفردية والزوجية                                                                              | غريت مينين 2–6، 6–2، 6–4                               | كوين جليسون                                          | ستيفانيا روبيني تاييسيا مورديرجير         | كاتارزينا كاوا آنا كلاسِن شاليمار طالبي داليلا سبيتي                           |
| مارس 5  | سولارينو، إيطاليا سجادة $15،000 قرعة المباريات الفردية والزوجية                                                                              | كاتارزينا كاوا شاليمار طالبي 6–3، 6–4                  | لورا أشلي كوين جليسون                                | ستيفانيا روبيني تاييسيا مورديرجير         | كاتارزينا كاوا آنا كلاسِن شاليمار طالبي داليلا سبيتي                           |
| مارس 5  | الحمامات، تونس ملعب ترابي $15،000 قرعة المباريات الفردية والزوجية                                                                            | إليزابيث هالبور 6–3، 6–3                               | لوكريتسيا ستيفانيني                                  | تيريزا مردجا آنا ريموندينا                | ميشيل ألكساندرا زماو ليا بوشكوفيتش أندريا بريساكارو فرانسيسكا خورخي           |
| مارس 5  | الحمامات، تونس ملعب ترابي $15،000 قرعة المباريات الفردية والزوجية                                                                            | إليزابيث هالبور جوليا ستاماتوفا 6–4، 6–3               | غيورغيا ماركيتي أليس ماتيوكسي                        | تيريزا مردجا آنا ريموندينا                | ميشيل ألكساندرا زماو ليا بوشكوفيتش أندريا بريساكارو فرانسيسكا خورخي           |
| مارس 5  | أنطاليا، تركيا ملعب ترابي $15،000 قرعة المباريات الفردية والزوجية                                                                            | أمينة أنشبى 0–6، 0–6                                   | باشاك إرايدن                                         | ميليس سيزر نيكوليتا داسكالو               | يانا سيزيكوفا أغنيس بوكطا دانييلا فوكوفيتش غابرييلا بانتوتشكوفا               |
| مارس 5  | أنطاليا، تركيا ملعب ترابي $15،000 قرعة المباريات الفردية والزوجية                                                                            | كاثرين هاريسون سارة لي 4–6، 3–6                        | أمينة أنشبى ميليس سيزر                               | ميليس سيزر نيكوليتا داسكالو               | يانا سيزيكوفا أغنيس بوكطا دانييلا فوكوفيتش غابرييلا بانتوتشكوفا               |
| مارس 5  | أورلاندو، الولايات المتحدة ملعب ترابي $15،000 قرعة المباريات الفردية والزوجية                                                                | صوفي تشانغ 3–6، 6–7(6–8)                               | أسترا شارما                                          | جيسيكا بيجلا شانيل سيموندز                | أوسوي مايتان أركونادا ويتني أوسويجوي كاترينا ستيوارت أليونا بولسوفا زادوئينوف |
| مارس 5  | أورلاندو، الولايات المتحدة ملعب ترابي $15،000 قرعة المباريات الفردية والزوجية                                                                | كاتي ماكنالي ويتني أوسويجوي 2–6، 3–6                   | ديا إفتيموفا كرمن إيلونا                             | جيسيكا بيجلا شانيل سيموندز                | أوسوي مايتان أركونادا ويتني أوسويجوي كاترينا ستيوارت أليونا بولسوفا زادوئينوف |
| 12 مارس | Pingshan Open شنجن (الصين)، الصين ملعب صلب $60،000 فردي – زوجي                                                                               | فيكتوريا كوزموفا 7–5، 6–3                              | آنا كالينسكايا                                       | آنا بلينكوفا مارتا كوستيوك                | دينيشا أليرتوفا تشينغ سيساي ألكسندرا كادنتسو لوكسيكا كومخوم                   |
| 12 مارس | Pingshan Open شنجن (الصين)، الصين ملعب صلب $60،000 فردي – زوجي                                                                               | آنا كالينسكايا فيكتوريا كوزموفا 6–4، 1–6، [10–7]       | دانكا كوفينتش وانغ شينيو                             | آنا بلينكوفا مارتا كوستيوك                | دينيشا أليرتوفا تشينغ سيساي ألكسندرا كادنتسو لوكسيكا كومخوم                   |
| 12 مارس | قاليور، الهند ملعب صلب $25،000 قرعة المباريات الفردية والزوجية                                                                               | أنكيتا راينا 6–2، 7–5                                  | أماندين هيس                                          | يانا سيزيكوفا تيريزا ميهاليكوفا           | كارمان ثاندي مونيكا روبنسون ديسبينا باباميتشايل آنا فيسيلينوفيتش              |
| 12 مارس | قاليور، الهند ملعب صلب $25،000 قرعة المباريات الفردية والزوجية                                                                               | يانا سيزيكوفا آنا فيسيلينوفيتش 6–3، 2–6، [10–5]        | فريا كريستي ألبينا خابيبولينا                        | يانا سيزيكوفا تيريزا ميهاليكوفا           | كارمان ثاندي مونيكا روبنسون ديسبينا باباميتشايل آنا فيسيلينوفيتش              |
| 12 مارس | بولا، إيطاليا ملعب ترابي $25،000 قرعة المباريات الفردية والزوجية                                                                             | باشاك إرايدن 6–4، 6–1                                  | إليتسا كوستوفا                                       | ميكايلا أونتشوفا فديريكا دي سارا          | لورا سيجموند فيونا فيرو ألكسندرا دولغيرو أناستازيا جريمالسكا                  |
| 12 مارس | بولا، إيطاليا ملعب ترابي $25،000 قرعة المباريات الفردية والزوجية                                                                             | إيكاترين جورجودزي صوفيا شاباتافا 6–4، 7–6(7–5)         | كاتارينا كيرلاخ لينا روفر                            | ميكايلا أونتشوفا فديريكا دي سارا          | لورا سيجموند فيونا فيرو ألكسندرا دولغيرو أناستازيا جريمالسكا                  |
| 12 مارس | تويوتا، اليابان ملعب صلب $25،000 قرعة المباريات الفردية والزوجية نسخة محفوظة 2018-03-20 على موقع واي باك مشين.                               | ديانا رادانوفيتش 6–4، 3–6، 6–4                         | كاثرين سيبوف                                         | أيلا أكسو فاني ستولار                     | إري هوزمي إريكا سما هارييت دارت جوليا غلوشكو                                  |
| 12 مارس | تويوتا، اليابان ملعب صلب $25،000 قرعة المباريات الفردية والزوجية نسخة محفوظة 2018-03-20 على موقع واي باك مشين.                               | تشوي جي-هيي كيم نا-ري 6–2، 6–3                         | ريكا فوجيوارا دلما جالفي                             | أيلا أكسو فاني ستولار                     | إري هوزمي إريكا سما هارييت دارت جوليا غلوشكو                                  |
| 12 مارس | إيرابواتو، المكسيك ملعب صلب $25،000 قرعة المباريات الفردية والزوجية                                                                          | ماري بوزكوفا 6–4، 6–0                                  | كريستينا كوكوفا                                      | جوفانا جاكشيك أليكسا جوراكي               | أرانتشا روس ماريا سانشيز ريناتا زارازوا يساليني بونافنتور                     |
| 12 مارس | إيرابواتو، المكسيك ملعب صلب $25،000 قرعة المباريات الفردية والزوجية                                                                          | أليكسا جوراكي إيرين روتليف 4–6، 6–2، [10–6]            | ديسارير كراوكتزيك جوليانا أولموس                     | جوفانا جاكشيك أليكسا جوراكي               | أرانتشا روس ماريا سانشيز ريناتا زارازوا يساليني بونافنتور                     |
| 12 مارس | ساو جوزيه دوس كامبوس، البرازيل ملعب ترابي $15،000 قرعة المباريات الفردية والزوجية                                                            | ماريا لورديس كارلي 7–5، 1–6، 6–2                       | فيكتوريا بوثيو                                       | دومينيك شايفر غابرييلا سي                 | ستيفاني مارييل بيتيت ناتالي كوراتا كارلا لوسيرو تايسا جرانا بيدريتي           |
| 12 مارس | ساو جوزيه دوس كامبوس، البرازيل ملعب ترابي $15،000 قرعة المباريات الفردية والزوجية                                                            | كارولينا ألفيس تايسا جرانا بيدريتي 6–4، 6–1            | إليني كوردوليمي دومينيك شايفر                        | دومينيك شايفر غابرييلا سي                 | ستيفاني مارييل بيتيت ناتالي كوراتا كارلا لوسيرو تايسا جرانا بيدريتي           |
| 12 مارس | شرم الشيخ ، مصر ملعب صلب $15،000 قرعة المباريات الفردية والزوجية                                                                             | جوليا تيرزييسكا 6–0، 6–2                               | نوريا باريزاس دياز                                   | أنجولينا جابويفا ميريام بيانكا بولجارو    | ناديه بودوروسكا لورا-إيانا أندري جودي آنا بوراج سوزان بانديتشي                |
| 12 مارس | شرم الشيخ ، مصر ملعب صلب $15،000 قرعة المباريات الفردية والزوجية                                                                             | كامنون بوايام أنجولينا جابويفا 1–6، 6–4، [10–5]        | لورا-إيانا أندري جوليا تيرزييسكا                     | أنجولينا جابويفا ميريام بيانكا بولجارو    | ناديه بودوروسكا لورا-إيانا أندري جودي آنا بوراج سوزان بانديتشي                |
| 12 مارس | جونيس، فرنسا ملعب ترابي (داخلي) $15،000 قرعة المباريات الفردية والزوجية                                                                      | إليونورا مولينارو 6–2، 6–1                             | مارين بارتود                                         | ماري بينوا إيما ليني                      | مارجو ييروليموس دانييلا فيسماني أنجيليكا موراتيلي جاستين بيسون                |
| 12 مارس | جونيس، فرنسا ملعب ترابي (داخلي) $15،000 قرعة المباريات الفردية والزوجية                                                                      | لارا سالدن كامي سيرييكس 7–6(7–5)، 2–6، [11–9]          | سوزان لامنس لونا ميرس                                | ماري بينوا إيما ليني                      | مارجو ييروليموس دانييلا فيسماني أنجيليكا موراتيلي جاستين بيسون                |
| 12 مارس | هيراكليون، اليونان ملعب ترابي $15،000 قرعة المباريات الفردية والزوجية                                                                        | ريكا لوكا جاني 6–4، 7–5                                | روزا فيسينس ماس                                      | ناتاليا سيدليسا أنستاسيا نيفيدوفا         | آنا بوندار كاترينا فانكوفا ليزا سابينو فرانسيسكا جونز                         |
| 12 مارس | هيراكليون، اليونان ملعب ترابي $15،000 قرعة المباريات الفردية والزوجية                                                                        | آنا بوندار ريكا لوكا جاني 7–5، 6–2                     | إيما لين سابرينا سانتاماريا                          | ناتاليا سيدليسا أنستاسيا نيفيدوفا         | آنا بوندار كاترينا فانكوفا ليزا سابينو فرانسيسكا جونز                         |
| 12 مارس | رامات هاشارون، إسرائيل ملعب صلب $15،000 قرعة المباريات الفردية والزوجية                                                                      | هيلين شولسن 6–3، 6–2                                   | أناستاسيا بريبيلوفا                                  | كارولين فيرنر كانا دانيال                 | داشا إيفانوفا إليكسان ليشيميا لو أدلر غوزال آينيتدينوفا                       |
| 12 مارس | رامات هاشارون، إسرائيل ملعب صلب $15،000 قرعة المباريات الفردية والزوجية                                                                      | أليشيا بارنيت أوليفيا نيكولز 6–4، 7–6(7–4)             | شارلوت رويمر كارولين فيرنر                           | كارولين فيرنر كانا دانيال                 | داشا إيفانوفا إليكسان ليشيميا لو أدلر غوزال آينيتدينوفا                       |
| 12 مارس | قازان، روسيا ملعب صلب (indoor) $15،000 قرعة المباريات الفردية والزوجية                                                                       | يلينا ريباكينا 6–4، 7–6(7–5)                           | داريا نازاركينا                                      | داريا ميشينا إيكاترينا فيشنفسكايا         | أناستاسيا جاسانوفا بولينا غولوبوفسكايا أناستازيا فرولوفا فاليريا زليفا        |
| 12 مارس | قازان، روسيا ملعب صلب (indoor) $15،000 قرعة المباريات الفردية والزوجية                                                                       | ألينا فومينا يلينا ريباكينا 6–4، 1–6، [10–6]           | أناستازيا فرولوفا كسينيا ليكينا                      | داريا ميشينا إيكاترينا فيشنفسكايا         | أناستاسيا جاسانوفا بولينا غولوبوفسكايا أناستازيا فرولوفا فاليريا زليفا        |
| 12 مارس | الحمامات، تونس ملعب ترابي $15،000 قرعة المباريات الفردية والزوجية                                                                            | ليا بوشكوفيتش 6–7(7–9)، 6–3، 6–4                       | إيزابيلا شنيكوفا                                     | أليس ماتيوكسي لوكريتسيا ستيفانيني         | لورا بيجوسي ميريان تونا إليزابيث هالباور جوليا ستاماتوفا                      |
| 12 مارس | الحمامات، تونس ملعب ترابي $15،000 قرعة المباريات الفردية والزوجية                                                                            | وانا غافريلا لورا بيجوسي 7–5، 6–7(6–8)، [11–9]         | ميلاني كلافنير وانا جورجيتا سيميونيون                | أليس ماتيوكسي لوكريتسيا ستيفانيني         | لورا بيجوسي ميريان تونا إليزابيث هالباور جوليا ستاماتوفا                      |
| 12 مارس | أنطاليا، تركيا ملعب ترابي $15،000 قرعة المباريات الفردية والزوجية                                                                            | ريبيكا سرامكوفا 6–1، 7–6(7–3)                          | أمينة أنشبا                                          | نيكا راديشيش ألكسندرا بيربر               | ساتسوكي تاكامورا فيرونيكا إرجافيك كاثرين هاريسون كريستينا دينو                |
| 12 مارس | أنطاليا، تركيا ملعب ترابي $15،000 قرعة المباريات الفردية والزوجية                                                                            | زينيا كنول كورنيليا ليستر 6–0، 5–7، [10–8]             | أمينة أنشبا كسينيا ألكان                             | نيكا راديشيش ألكسندرا بيربر               | ساتسوكي تاكامورا فيرونيكا إرجافيك كاثرين هاريسون كريستينا دينو                |
| 12 مارس | تامبا، الولايات المتحدة ملعب ترابي $15،000 قرعة المباريات الفردية والزوجية                                                                   | كاترينا ستيوارت 6–2، 6–3                               | جيسيكا بيجلا                                         | أماندا رودجرز كرمن إيلونا                 | سالومي ديفيدزي كاتي ماكنالي ديا إفتيموفا إنغريد نيل                           |
| 12 مارس | تامبا، الولايات المتحدة ملعب ترابي $15،000 قرعة المباريات الفردية والزوجية                                                                   | كاتي ماكنالي ناتاشا سوبهاش 3–6، 6–3، [10–6]            | رشيدة مكادو كاترينا ستيوارت ```{\| class="wikitable" | أماندا رودجرز كرمن إيلونا                 | سالومي ديفيدزي كاتي ماكنالي ديا إفتيموفا إنغريد نيل                           |
| 19 مارس | ACT ملعب ترابي Court International كانبرا، أستراليا ملعب ترابي $60،000 فردي – زوجي                                                           | دليلا ياكوبوفيتش 4–6، 4–6                              | ديستاني أيافا                                        | غابرييلا تايلور ميو كاتو                  | آبي مايرز ليزيت كابريرا شيرازاد ريكس إيلين بيريز                              |
| 19 مارس | ACT ملعب ترابي Court International كانبرا، أستراليا ملعب ترابي $60،000 فردي – زوجي                                                           | بريسيلا هون دليلا ياكوبوفيتش 4–6، 6–4، [7–10]          | ميو كاتو ماكوتو نينوميا                              | غابرييلا تايلور ميو كاتو                  | آبي مايرز ليزيت كابريرا شيرازاد ريكس إيلين بيريز                              |
| 19 مارس | بولا، إيطاليا ملعب ترابي $25،000 قرعة المباريات الفردية والزوجية                                                                             | أولغا دانيلوفيتش 3–6، 4–6                              | فيديريكا دي سارا                                     | ميكايلا أونتشوفا باتي شنايدر              | كاثارينا هوبجارسكي مارتينا كارجارو كاثينكا فون ديكمان إليتسا كوستوفا          |
| 19 مارس | بولا، إيطاليا ملعب ترابي $25،000 قرعة المباريات الفردية والزوجية                                                                             | شانتال شكاملوفا إيفا واكانو 1–6، 7–5، [6–10]           | صوفيا شاباتافا أناستاسيا فاسيليفا                    | ميكايلا أونتشوفا باتي شنايدر              | كاثارينا هوبجارسكي مارتينا كارجارو كاثينكا فون ديكمان إليتسا كوستوفا          |
| 19 مارس | المنامة، البحرين ملعب صلب $15،000 قرعة المباريات الفردية والزوجية                                                                            | ناستجا كولار 2–6، 4–6                                  | تيريزا ميهاليكوفا                                    | كويرين ليموين كانيكا فايديا               | إميلي ويبلي سميث فيكتوريا مورفايوا فاطمة النبهاني آنا فيسيلينوفيتش            |
| 19 مارس | المنامة، البحرين ملعب صلب $15،000 قرعة المباريات الفردية والزوجية                                                                            | فاطمة النبهاني ماريان كابادوكا 2–6، 5–7                | فاليريا بهونو إميلي ويبلي سميث                       | كويرين ليموين كانيكا فايديا               | إميلي ويبلي سميث فيكتوريا مورفايوا فاطمة النبهاني آنا فيسيلينوفيتش            |
| 19 مارس | نانجينغ، الصين ملعب صلب $15،000 قرعة المباريات الفردية والزوجية                                                                              | شون فانغيينغ 6–1، 6–1                                  | يي كيويو                                             | تشانغ كيلين قوه مي تشي                    | غاي أوو زينغ وو شوانغ إيمي زو يانغ ييدي                                       |
| 19 مارس | نانجينغ، الصين ملعب صلب $15،000 قرعة المباريات الفردية والزوجية                                                                              | هان زينيون يي كيويو 3–6، 6–3، [10–5]                   | سون شولي تشاو تشيان تشيان                            | تشانغ كيلين قوه مي تشي                    | غاي أوو زينغ وو شوانغ إيمي زو يانغ ييدي                                       |
| 19 مارس | شرم الشيخ، مصر ملعب صلب $15،000 قرعة المباريات الفردية والزوجية                                                                              | جودي آنا بوراج 6–2، 6–1                                | ناديا غيلكريست                                       | باربورا شتيفكوفا دليلة سبيريتي            | ماريام بولكفادزي جوليا إلبابا إيرينا كانتوس سيميرس ناتاليا فاجدوفا            |
| 19 مارس | شرم الشيخ، مصر ملعب صلب $15،000 قرعة المباريات الفردية والزوجية                                                                              | كامونوان بوايام أنجلينا غابوييفا 7–5، 5–7، [10–7]      | جودي آنا بوراج جاكلين كاباج أواد                     | باربورا شتيفكوفا دليلة سبيريتي            | ماريام بولكفادزي جوليا إلبابا إيرينا كانتوس سيميرس ناتاليا فاجدوفا            |
| 19 مارس | لوهافر، فرنسا ملعب ترابي (indoor) $15،000 قرعة المباريات الفردية والزوجية                                                                    | أنجيليكا موراتيللي 5–7، 6–1، 6–4                       | مارين بارتود                                         | مارينا يودانوف ديانا مارسنكفيتشا          | كيارا شول ناتالي بروس ميشيل ألكسندرا زمو أنخيلا فيتا بولودا                   |
| 19 مارس | لوهافر، فرنسا ملعب ترابي (indoor) $15،000 قرعة المباريات الفردية والزوجية                                                                    | لارا سالدين كامي سيوريكس 2–6، 6–2، [10–7]              | تيسيا مورديرجر يانا مورديرجر                         | مارينا يودانوف ديانا مارسنكفيتشا          | كيارا شول ناتالي بروس ميشيل ألكسندرا زمو أنخيلا فيتا بولودا                   |
| 19 مارس | هيراكليون، اليونان ملعب ترابي $15،000 قرعة المباريات الفردية والزوجية                                                                        | يلينا إن-ألبون 4–6، 7–6(7–3)، 6–1                      | آنا بوندار                                           | إلينا-تيودورا كادار مونيكا كيلناروفا      | لونيكا ديلغادو جوليا ستاماتوفا رومي كولزر فرانسيسكا جونز                      |
| 19 مارس | هيراكليون، اليونان ملعب ترابي $15،000 قرعة المباريات الفردية والزوجية                                                                        | إميلي فرانتشاتي ماريا جسبرسن 7–5، 4–6، [10–8]          | إميلي آبلتون ميا إكلوند                              | إلينا-تيودورا كادار مونيكا كيلناروفا      | لونيكا ديلغادو جوليا ستاماتوفا رومي كولزر فرانسيسكا جونز                      |
| 19 مارس | تل أبيب، إسرائيل ملعب صلب $15،000 قرعة المباريات الفردية والزوجية                                                                            | هيلين شولسن 7–5، 6–4                                   | كارولين فيرنر                                        | نيكول نادل إليكسان ليشيميا                | مادلين كوبلت داشا إيفانوفا إيكاترينا ياشينا غوزال أينيتدينوفا                 |
| 19 مارس | تل أبيب، إسرائيل ملعب صلب $15،000 قرعة المباريات الفردية والزوجية                                                                            | أليشيا بارنيت أوليفيا نيكولز 7–6(7–3)، 6–3             | ماتيلد أرموتانو إليكسان ليشيميا                      | نيكول نادل إليكسان ليشيميا                | مادلين كوبلت داشا إيفانوفا إيكاترينا ياشينا غوزال أينيتدينوفا                 |
| 19 مارس | مقاطعة نيشيتاما، اليابان ملعب صلب $15،000 قرعة المباريات الفردية والزوجية                                                                    | لي سو را 6–3، 2–6، 7–5                                 | كيم نا ري                                            | كيم دا بن ريسا أوشيجيما                   | أياكا أوكونو سارة-ريبيكا سيكوليتش تشانغ لينغ جوليا جاتو مونتيكوني             |
| 19 مارس | مقاطعة نيشيتاما، اليابان ملعب صلب $15،000 قرعة المباريات الفردية والزوجية                                                                    | كيم نا ري لي سو را 6–4، 7–5                            | تشيسا هوسونوميا كاناكو موريزاكي                      | كيم دا بن ريسا أوشيجيما                   | أياكا أوكونو سارة-ريبيكا سيكوليتش تشانغ لينغ جوليا جاتو مونتيكوني             |
| 19 مارس | الحمامات، تونس ملعب ترابي $15،000 قرعة المباريات الفردية والزوجية                                                                            | مونتسيرات غونزاليس 7–6(7–4)، 6–2                       | إيزابيلا شنيكوفا                                     | إيفا غيريرو ألفاريز كلوديا هوست فيرير     | ليوني كونغ إيرينا بوريليو إسكوريهويلا أوانا جورجيتا سيميون جيسيكا هو          |
| 19 مارس | الحمامات، تونس ملعب ترابي $15،000 قرعة المباريات الفردية والزوجية                                                                            | مونتسيرات غونزاليس لورا بيجوسي 6–2، 6–0                | كاميلا سكال إيزابيلا شنيكوفا                         | إيفا غيريرو ألفاريز كلوديا هوست فيرير     | ليوني كونغ إيرينا بوريليو إسكوريهويلا أوانا جورجيتا سيميون جيسيكا هو          |
| 19 مارس | أنطاليا، تركيا ملعب ترابي $15،000 قرعة المباريات الفردية والزوجية                                                                            | ريبيكا سرامكوفا 6–1، 7–5                               | كورنيليا ليستر                                       | أندريا أماليا روشكا بيتيا أرشينكوفا       | زينيا كنول فاني أوستلوند فيرونيكا إريافيتش فيفيان يوهاسوفا                    |
| 19 مارس | أنطاليا، تركيا ملعب ترابي $15،000 قرعة المباريات الفردية والزوجية                                                                            | فاني أوستلوند أندريا أماليا روشكا 6–3، 4–6، [10–7]     | إيلونا جورجيانا غيوراوي فيكتوريا مونتين              | أندريا أماليا روشكا بيتيا أرشينكوفا       | زينيا كنول فاني أوستلوند فيرونيكا إريافيتش فيفيان يوهاسوفا                    |
| 26 مارس | Open de Seine-et-Marne كرويسي-بويبروغ، فرنسا ملعب صلب (indoor) $60،000 المباريات: الفردية – الزوجية                                          | آنا بلينكوفا Walkover                                  | كارولينا موتشوفا                                     | آنا كالينسكايا ماجدالينا فريتش            | Jessika Ponchet فيرا زفوناريفا فيتاليا دياتشينكو تمارا كورباتش                |
| 26 مارس | Open de Seine-et-Marne كرويسي-بويبروغ، فرنسا ملعب صلب (indoor) $60،000 المباريات: الفردية – الزوجية                                          | آنا كالينسكايا Viktória Kužmová 7–6(7–5)، 6–1          | بترا كرجسوفا Jesika Malečková                        | آنا كالينسكايا ماجدالينا فريتش            | Jessika Ponchet فيرا زفوناريفا فيتاليا دياتشينكو تمارا كورباتش                |
| 26 مارس | المحكمة الدولية الوصول إلى ملعب ترابي كانبرا، أستراليا ملعب ترابي $25،000 قرعة المباريات الفردية والزوجية                                    | Jaimee Fourlis 6–3، 6–2                                | إيلين بيريز                                          | Zoe Hives إري هوزمي                       | غابرييلا تايلور Shérazad Reix لو جياجينغ كاتي دان                             |
| 26 مارس | المحكمة الدولية الوصول إلى ملعب ترابي كانبرا، أستراليا ملعب ترابي $25،000 قرعة المباريات الفردية والزوجية                                    | Irina Fetecău Kaylah McPhee 6–1، 4–6، [10–5]           | بيا كونينغ Michika Ozeki                             | Zoe Hives إري هوزمي                       | غابرييلا تايلور Shérazad Reix لو جياجينغ كاتي دان                             |
| 26 مارس | بولا، إيطاليا ملعب ترابي $25،000 قرعة المباريات الفردية والزوجية                                                                             | ماندي مينلا 6–3، 7–6(9–7)                              | ديبورا كايزا                                         | تمارا زيدانسيك فالنتينا إيفاخنينكو        | ريتشل هوجينكامب فيرونيكا كوديرميتوفا فيديريكا دي سارا دانكا كوفينتش           |
| 26 مارس | بولا، إيطاليا ملعب ترابي $25،000 قرعة المباريات الفردية والزوجية                                                                             | فالنتينا إيفاخنينكو فاليريا سولوفيفا 6–3، 3–6، [10–5]  | أناستازيا جريمالسكا أنستازيا زاريتسكا                | تمارا زيدانسيك فالنتينا إيفاخنينكو        | ريتشل هوجينكامب فيرونيكا كوديرميتوفا فيديريكا دي سارا دانكا كوفينتش           |
| 26 مارس | كوهو انترنشونال أوبن كوفو (ياماناشي)، اليابان ملعب صلب $25،000 قرعة المباريات الفردية والزوجية نسخة محفوظة 2021-10-22 على موقع واي باك مشين. | لوكسيكا كومخوم 6–3، 6–3                                | بيانكا أندريسكو                                      | تشو لين أنكيتا راينا                      | ريبيكا مارينو ليو فانجزو كارمن تاندي جوليا جاتو مونتيكوني                     |
| 26 مارس | كوهو انترنشونال أوبن كوفو (ياماناشي)، اليابان ملعب صلب $25،000 قرعة المباريات الفردية والزوجية نسخة محفوظة 2021-10-22 على موقع واي باك مشين. | جاو شينيو لوكسيكا كومخوم 6–0، 2–6، [10–4]              | إيرينا هاياشي موموكو كوبوري                          | تشو لين أنكيتا راينا                      | ريبيكا مارينو ليو فانجزو كارمن تاندي جوليا جاتو مونتيكوني                     |
| 26 مارس | نانجينغ، الصين ملعب صلب $15،000 قرعة المباريات الفردية والزوجية                                                                              | شون فانجينج 6–4، 6–3                                   | هان زينيون                                           | يو إكسياودي لي بي تشي                     | ألديللا سوجيادي شينغ كينوين جوانا جارلاند قوه شانشان                          |
| 26 مارس | نانجينغ، الصين ملعب صلب $15،000 قرعة المباريات الفردية والزوجية                                                                              | فينغ شو تشنغ ووشوانغ 6–2، 6–4                          | سن شوشيلو تشاو تشيان تشيان                           | يو إكسياودي لي بي تشي                     | ألديللا سوجيادي شينغ كينوين جوانا جارلاند قوه شانشان                          |
| 26 مارس | شرم الشيخ، مصر ملعب صلب $15،000 قرعة المباريات الفردية والزوجية                                                                              | ناستجا كولار 2–6، 6–4، 6–0                             | أنجيليكا جابويفا                                     | باربورا شتفكوفا جودي آنا بوراج            | ماريام بولكفادزي يوليا هاتاوكا جوليا إلبابا غريت مينين                        |
| 26 مارس | شرم الشيخ، مصر ملعب صلب $15،000 قرعة المباريات الفردية والزوجية                                                                              | ماريام بولكفادزي باربورا شتفكوفا 6–2، 7–6(8–6)         | ماريا بولينا بيريز باولا أندريا بيريز                | باربورا شتفكوفا جودي آنا بوراج            | ماريام بولكفادزي يوليا هاتاوكا جوليا إلبابا غريت مينين                        |
| 26 مارس | هيراكليون، اليونان ملعب ترابي $15،000 قرعة المباريات الفردية والزوجية                                                                        | مونيكا كيلناروفا 6–3، 6–3                              | ليزا سابينو                                          | يلينا إن-ألبون رومي كولزر                 | ستيفانيا روبيني ميا إكلوند فيكتوريا كان جوزفين بواليم                         |
| 26 مارس | هيراكليون، اليونان ملعب ترابي $15،000 قرعة المباريات الفردية والزوجية                                                                        | إميلي فرانكاتي ماريا جسبرسن 6–3، 6–1                   | ميكايلا بوف يوانا جاسبار                             | يلينا إن-ألبون رومي كولزر                 | ستيفانيا روبيني ميا إكلوند فيكتوريا كان جوزفين بواليم                         |
| 26 مارس | الحمامات، تونس ملعب ترابي $15،000 قرعة المباريات الفردية والزوجية                                                                            | إيزابيلا شنيكوفا 6–3، 7–5                              | إيفون كافالي ريميرس                                  | مونتسيرات غونزاليس سيوني مينديز           | إيرين بوريو إسكوريويلا مارينا باسولس ريبيرا إيفا غيريرو ألفاريز آنا ريموندينا |
| 26 مارس | الحمامات، تونس ملعب ترابي $15،000 قرعة المباريات الفردية والزوجية                                                                            | نفيسة بيربيروفيتش ناتاليا سيدليسكا 7–6(7–5)، 6–2       | ألبا كارييو مارين إيفون كافالي ريميرس                | مونتسيرات غونزاليس سيوني مينديز           | إيرين بوريو إسكوريويلا مارينا باسولس ريبيرا إيفا غيريرو ألفاريز آنا ريموندينا |
| 26 مارس | أنطاليا، تركيا ملعب ترابي $15،000 قرعة المباريات الفردية والزوجية                                                                            | أندريا أميليا روشكا 6–3، 6–4                           | فارفارا فلينك                                        | إيلونا جورجيانا غيوروي فاليريا ستراكوفا   | أغنيس بوكطا ليزا ماتفيينكو إيبك أوز ميليس سيزر                                |
| 26 مارس | أنطاليا، تركيا ملعب ترابي $15،000 قرعة المباريات الفردية والزوجية                                                                            | أوليانا أيزاتولينا فلادا كوفال 6–1، 6–4                | فيرونيكا إرجافيتش نينا بوتوشنيك                      | إيلونا جورجيانا غيوروي فاليريا ستراكوفا   | أغنيس بوكطا ليزا ماتفيينكو إيبك أوز ميليس سيزر                                |

## الروابط الخارجية
- "10،600 لاعبة، 1135 حدثًا: جولة الاتحاد الدولي لكرة المضرب العالمية للسيدات لعام 2023 بالأرقام". الاتحاد الدولي لكرة المضرب. اطلع عليه بتاريخ 2024-01-02.
- "أجندة جولة الاتحاد الدولي لكرة المضرب العالمية للسيدات". الاتحاد الدولي لكرة المضرب. اطلع عليه بتاريخ 2024-01-02.
- الاتحاد الدولي لكرة المضرب